# 顧守元
顧守元（1460年—？），字明善，直隸蘇州府常熟縣人，民籍，明朝政治人物。

## 生平
弘治五年（1492年）壬子科應天府鄉試第八十三名舉人。弘治六年（1493年）聯捷癸丑科會試第二百十三名，三甲第一百三十五名進士。授中书舍人，十七年请求旌表母亲俞氏为貞節。

## 家族
曾祖顧有終，義官；祖父顧岑，義官；父顧鉞，母俞氏。慈侍下。